# Liste der Kulturdenkmale in Kitzscher

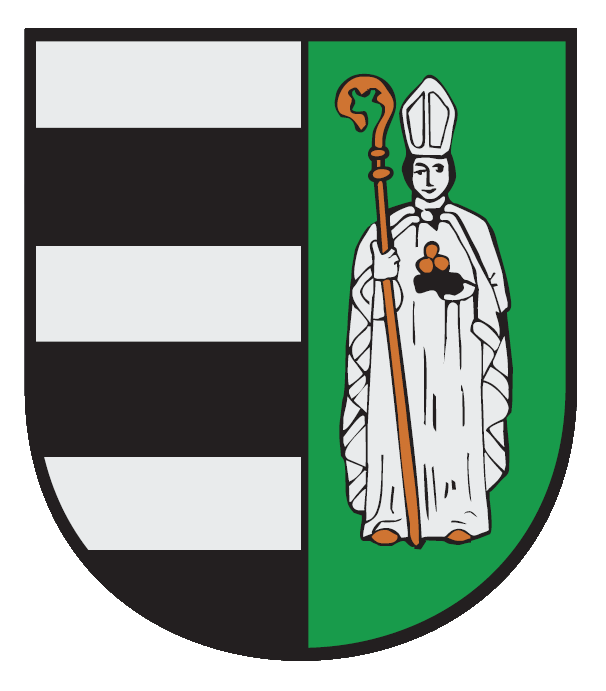
Wappen von Kitzscher

In der Liste der Kulturdenkmale in Kitzscher sind die Kulturdenkmale der sächsischen Stadt Kitzscher verzeichnet, die bis Mai 2025 vom Landesamt für Denkmalpflege Sachsen erfasst wurden (ohne archäologische Kulturdenkmale). Die Anmerkungen sind zu beachten.
Diese Aufzählung ist eine Teilmenge der Liste der Kulturdenkmale im Landkreis Leipzig.

## Kitzscher
| Bild                                    | Bezeichnung                                                                                                   | Lage                                          | Datierung | Beschreibung | ID       |
| --------------------------------------- | --- | --------------------------------------------- | --- | --- | -------- |
| Direkt Bild zu diesem Denkmal hochladen | Wohnstallhaus, Scheune und Toranlage eines Gehöfts                                                            | Bad Lausicker Straße 33a (Karte)              | Um 1850 | Wohnstallhaus Putzbau mit spätklassizistischen Putzgliederungen, Scheune massiv, original erhaltene Teile eines stattlichen Gehöfts am Ortsausgang, bau- und ortsgeschichtlich von Bedeutung. - Wohnstallhaus: zwei Geschosse, Bruchstein-Backstein-Mauerwerk verputzt, Putzfassade mit Putzgliederungen, Porphyrsohlbänke im Erdgeschoss, Mezzaningeschoss mit Traufe, Walmdach, Dachstuhl und Deckung alt, Fenster alt im Erdgeschoss mit Klappladen - Scheune: Klinkerbau verputzt, Flachbogentor, Krüppelwalmdach mit drei Fledermausgauben - Toranlage: mit gelben Klinkerpfeilern | 09259854 |
| Direkt Bild zu diesem Denkmal hochladen | Acht Mehrfamilienhäuser einer Wohnanlage                                                                      | Bergmannsplatz 1, 2, 3, 4, 5, 6, 7, 8 (Karte) | 1938–1942 | Putzbauten über U-förmigem Grundriss aneinandergereiht, zur Trageser Straße Fachwerkerker, Anlage in städtebaulich dominanter Lage, im Heimatstil der 1930er Jahre, bau- und ortsgeschichtlich von Bedeutung. Zwei Geschosse, Putzbauten, Klinkersockel, original: Haustür, Treppenhausfenster, Fenster teilweise, Haustüren mit Kunststeinrahmung, Dachdeckung alt (Biberschwanz), Dachgauben original, Eisengitterzaun und Gang mit Steinstützen zum Kellergeschoss, teilweise Fensterläden, außen: zur Trageser Straße Fachwerkerker, Holztraufe durchlaufend, Torhaus mit Tordurchfahrt, Klinker bis Erdgeschoss, Flachbogen. Zusammengehörig mit Trageser Straße 10, 12, 14, 16, 18, 20 (ehemals 20–28) – Wohnbauten Trageser Straße keine Denkmale.                                              | 09259822 |
| Direkt Bild zu diesem Denkmal hochladen | Wohnstallhaus mit winkelförmig daran angebauter Scheune eines Bauernhofes                                     | Bornaer Straße 12 (Karte)                     | Um 1850 | Verputzter Bruchstein- und Ziegelbau mit Porphyrgewänden, bedeutendes Gehöft des Ortskerns, mächtige winkelförmige Anlage von ortsbildprägendem Charakter, baugeschichtlich von Bedeutung. - Wohnstallhaus: zwei Geschosse, Putzbau, Porphyrsockel, Backsteinmauerwerk, Porphyrfenster und Türgewände, Traufe (Klinker) mit deutschem Band, ovales Fenster im Giebel - Stallteil am Wohnhaus: Bruchsteinmauerwerk verputzt, zwei Geschosse, Porphyrgewände an Fenstern und Türen (oder Sandsteingewände?) - Scheune: Backsteinmauerwerk verputzt, mächtige Scheunentore Auf Flurstück 46/4 auch Wohngebäude Bad Lausicker Straße 30, dieses kein Denkmal. | 09259853 |
|                                         | Wohnstallhaus eines Bauernhofes                                                                               | Bornaer Straße 13 (Karte)                     | Um 1800 | Giebelständiges Gebäude mit Fachwerkobergeschoss, Teil der ursprünglichen Bebauung im Ortskern, von ortsbildprägendem Charakter, baugeschichtlich von Bedeutung. Zwei Geschosse, Erdgeschoss verputzt neu, Obergeschoss Sichtfachwerk mit Lehmausfachung, weitauskragende Traufe hofseitig, Krüppelwalmdach, Dachstuhl alt, Erdgeschoss: Fenster neu, Verstrebungen leicht verändert, Haustür neu, Speichertür neu. | 09259851 |
| Direkt Bild zu diesem Denkmal hochladen | Wohnstallhaus eines Bauernhofes                                                                               | Bornaer Straße 15 (Karte)                     | Um 1800 | Giebelständiges Gebäude mit Fachwerkobergeschoss und Satteldach, Teil der ursprünglichen Ortsbebauung, ortsbildprägend in Blickachse Bad Lausicker Straße, baugeschichtlich von Bedeutung. Erdgeschoss Stampflehmmauerwerk, Obergeschoss Fachwerk verputzt, Dachstuhl alt, Holztraufe auskragend, Fenster im Obergeschoss sehr alt, Fenstergrößen original, Holzrahmungen im Erdgeschoss, seitlicher Anbau mit Schleppdach aus der zweiten Hälfte des 19. Jahrhunderts. | 09259817 |
|                                         | Wappenstein vom Rittergut Kitzscher                                                                           | Bornaer Straße 21 (Karte)                     | 18. Jahrhundert | Wertvolles Wappenrelief aus Porphyr am Giebel des Stallgebäudes eines Rittergutes, ortsgeschichtlich von Bedeutung. Putzbau (um 1850 errichtet) zum Teil Türen und Fenster mit Sandsteinrahmungen, zwei Speicherluken, Krüppelwalmdach, Gewölbe im Inneren entfernt, Relief an der Giebelseite mit Wappendarstellung, traufständiger Putzbau, Gebäude des ehemaligen Ritterguts von ortsbildprägendem und ortshistorischem Charakter. 2015 gestrichen, nur Wappenstein in Denkmalliste belassen. | 09259806 |
| Direkt Bild zu diesem Denkmal hochladen | Ehemalige Mühle (Schneidemühle)                                                                               | Dinterweg 1, 3 (Karte)                        | 18. Jahrhundert | Verputzter Bruchsteinbau mit Werksteingliederungen, bedeutender Bestandteil der ursprünglichen Ortsbebauung, bau- und ortsgeschichtlich von Bedeutung. Zwei Geschosse, Bruchsteinmauerwerk verputzt, mit Putzlisenen an den Ecken, Porphyreckquader verputzt, flaches Walmdach mit Fledermausgauben, Holztraufe mit Taubenlöchern, Sandsteinfensterrahmen, Dachstuhl alt, Anbau später. | 09259810 |
| Weitere Bilder                          | Nikolaikirche mit Ausstattung, Kirchhof mit Einfriedung, Grabmal Familie von Arnim-Kitzscher und Leichenhalle | Kirchsteig (Karte)                            | 15. Jahrhundert (Kirche); um 1510 (Margarete); Mitte 15. Jahrhundert (Madonna); 18. Jahrhundert (drei Putten); 1856 (Orgel) | Ungewöhnlich gestaltete spätgotische Saalkirche mit polygonalem Chorschluss und kleinem Dachreiter, kleine neogotische Leichenhalle, bau- und ortsgeschichtlich von Bedeutung. - Kirche: Saalbau mit Dachreiter, Putzbau mit genuteten Ecklisenen, Chorfenster mit Resten von Maßwerk in Porphyr, profilierte Traufe, Porphyrportal im Westen neu - Friedhof: mit Grabstätten und Einfriedung mit eisernen Gitter (mächtig) - Grabstätte der Familie von Arnim (1881 von Prof. Bäumscher, Dresden): große dorische Säulenädikula mit geschwungenen Flügelmauern, weibliche Figur, Granit, Figur (Kunststein oder Marmor) - kleine Leichenhalle: neugotischer Putzbau mit gestufter Klinkertraufe, mit zwei Spitzbogenportalen und Spitzbogenfenster, Dachstuhl und Deckung alt, Leichenhalle gefährdet | 09259814 |
| Direkt Bild zu diesem Denkmal hochladen | Wohnstallhaus eines Bauernhofes                                                                               | Kirchsteig 43 (Karte)                         | Um 1800 | Gebäude mit zum Teil verputztem Fachwerkobergeschoss, Teil eines ehemaligen Gehöfts in unmittelbarer Nähe der Kirche, baugeschichtlich von Bedeutung. Putzbau, Erdgeschoss Bruchsteinmauerwerk, Obergeschoss Fachwerk verputzt, Giebel verbrettert, auskragende Traufe hofseitig, Dachstuhl alt, Deckung neu, Fenstergrößen im Obergeschoss original, kleiner Küchenanbau. | 09259815 |
| Direkt Bild zu diesem Denkmal hochladen | Pfarrhaus und Seitengebäude eines Pfarrhofes                                                                  | Kirchsteig 45 (Karte)                         | 1696 (Pfarrhaus); um 1800 (Seitengebäude)                                                                                   | Pfarrhaus schlichter Putzbau mit Krüppelwalmdach, bemerkenswertes Nebengebäude in Fachwerkbauweise, historisch bedeutender Teil der Ortsbebauung nahe der Kirche, bau- und ortsgeschichtlich von Bedeutung. - Pfarrhaus: zwei Geschosse, Putzbau in Hanglage, Krüppelwalmdach, gestufte Traufe, Fenster alt, im Giebel Halbrundfenster - Nebengebäude: zwei Geschosse, Fachwerkbau mit Lehmflechtwerk, Sichtfachwerk, Dachstuhl alt, Deckung neu, Fenstergrößen und Türgrößen teilweise original Dachstuhl alt, Deckung neu, Fenstergrößen und Türgrößen teilweise original, Fachwerkseitengebäude gefährdet | 09259812 |
| Direkt Bild zu diesem Denkmal hochladen | Ehemalige Schule, heute Wohnhaus                                                                              | Kirchsteig 46 (Karte)                         | 1877 | Einfacher Putzbau, wichtiger Teil der ursprünglichen Ortsbebauung nahe der Kirche, ortsgeschichtlich von Bedeutung. Zwei Geschosse und Kellergeschoss, Putzbau mit Bruchsteinsockel, Flachbogenfenster alt, Haustür mit Oberlicht original, Treppenhaus mit Steinstufen, profilierte Traufe, neue Fenstersohlbänke, im Erdgeschoss Schulräume bis nach 1945, Obergeschoss Wohnungen für Lehrer und Kantor. | 09259811 |
| Direkt Bild zu diesem Denkmal hochladen | Denkmal für die Gefallenen des Ersten Weltkrieges                                                             | Kirchsteig 46 (gegenüber) (Karte)             | Nach 1918 | Ortsgeschichtlich von Bedeutung, Granit Granitnaturstein mit Relief, Helm und Schwert und Eisernem Kreuz, befindet sich westlich der Kirche | 09259813 |
| Direkt Bild zu diesem Denkmal hochladen | Seitengebäude eines Gehöfts                                                                                   | Kirchsteig 47 (Karte)                         | Um 1910, im Kern vielleicht älter                                                                                           | Langgestreckter Putzbau mit Mansarddach in Ecklage Dinterweg, kleines Anwesen des Schweizers des Rittergutes von ortsbildprägendem und ortsgeschichtlichem Charakter. - Seitengebäude: ein Geschoss, Putzbau mit Mansarddach mit Gauben und Speicherluke (später zugebaut), Erdgeschoss Fenster und Türen verändert, kleine Fledermausgauben seitlich - Scheune: Sichtfachwerk mit großem Tor, Backsteinausfachung, Dachstuhl alt, Giebel verbrettert, kleine Rundfenster im Giebel, Fenstergrößen verändert | 09259808 |

## Braußwig
| Bild                                    | Bezeichnung                                                  | Lage                           | Datierung                 | Beschreibung | ID       |
| --------------------------------------- | ------------------------------------------------------------ | ------------------------------ | ------------------------- | --- | -------- |
| Direkt Bild zu diesem Denkmal hochladen | Ehemaliges Wirtschaftsgebäude (Wohnstallhaus) des Ritterguts | Am Rittergut 6 (Karte)         | Um 1800                   | Obergeschoss Fachwerk verputzt, als letzter weitgehend authentisch erhaltener Bestandteil des ehemaligen Ritterguts orts- und baugeschichtliche Bedeutung. - Wirtschaftsgebäude: zwei Geschosse, Putzbau, Bruchsteinsockel vermutlich auch Lehmmauerwerk, vermutlich Obergeschoss Fachwerk verputzt, Holztraufe, Krüppelwalmdach, Dachdeckung und Wellblech neu, Fenstergrößen überwiegend original, Fenster teilweise neu, Haustür neu, Giebelwand gemauert - langgezogenes Stallgebäude (Abbruch Stallgebäude vor 2012): bezeichnet mit 1906, Backsteinbau verputzt (Reste von Putzgliederungen), Bruchsteinsockel, Stockgesims, Flachbogenfenster, Klinkertraufe mit deutschem Band, Krüppelwalmdach, Dachstuhl und Dachdeckung alt, innen Eisenbetondecke auf Stützen, Fenster im Obergeschoss teilweise original, kleiner hölzerner Dachreiter für Sirene Stallanbau kein Denkmal. | 09259363 |
| Direkt Bild zu diesem Denkmal hochladen | Gasthof, mit Seitengebäude und Toranlage                     | Bauerngasse 2 (Karte)          | Um 1890                   | Stattliches Gasthaus mit Putzgliederungen, Stallgebäude Putzbau mit Klinkergliederungen, ortsbildprägende Gebäude, orts- und baugeschichtliche Bedeutung. - Gasthof: Putzbau, zwei Geschosse und Sockelgeschoss mit Putzgliederung, Bruchsteinsockel und Klinkerband, Kunststeinsohlbänke, Kunststeinrahmung der Eingangstür, Steinstufen mit originalen Eisengeländer, Reste von Putztraufe, seitlicher Vorgarten mit Eisenzaun - Stallgebäude: Putzbau mit Klinkergliederungen, Flachbogentüren und Fenster, Satteldach, Klinkertraufe - Toranlage mit gemauerten und verputzten Pfeilern sowie schmiedeeisernem Toren, kleine Figur am Tor - Scheune (Abbruch vor 2012): Putzbau mit großem Tor und Holzangeln, Rundbogentür Holz alt | 09259400 |
| Direkt Bild zu diesem Denkmal hochladen | Seitengebäude eines Bauernhofes                              | Bauerngasse 3 (Karte)          | 1. Hälfte 19. Jahrhundert | Fachwerkbau, Zeugnis der historischen Ortsbebauung, orts- und baugeschichtliche Bedeutung. Zwei Geschosse, Sichtfachwerk im Obergeschoss, Erdgeschoss verputzt (vermutlich Lehm), Obergeschoss Fenstergrößen original, im Giebel Fenstergrößen verändert, Speichertür, Fenster alt, Dachstuhl alt, Dachdeckung neu, Giebel gemauert, Fachwerk aufgemalt. | 09259401 |
| Direkt Bild zu diesem Denkmal hochladen | Denkmal für die Gefallenen des Ersten Weltkrieges            | Dittmannsdorfer Straße (Karte) | Nach 1918                 | Sandstein-Postament mit Eisernem Kreuz als Bekrönung, zeit- und ortsgeschichtliche Bedeutung. Pfeiler aus Kunststeinen mit Aufschriftentafel, Bekrönung Kanonenkugeln und Eisernes Kreuz (Kunststein). | 09259356 |

## Dittmannsdorf
| Bild                                    | Bezeichnung                                                                                      | Lage                        | Datierung | Beschreibung | ID       |
| --------------------------------------- | ------------------------------------------------------------------------------------------------ | --------------------------- | --- | --- | -------- |
| Weitere Bilder                          | Kirche mit Ausstattung, Kirchhof mit Einfriedungsmauer, Kirchhofstor und Pforte                  | Am Denkmal (Karte)          | 2. Hälfte 17. Jahrhundert (Kirche und Kachelofen in der Loge); um 1510 (Anna Selbdritt); um 1520 (Bischof mit Buch); um 1830 (Orgel) | Ungewöhnlich gestaltete spätgotische Saalkirche mit eingezogenem flachem Chor und Dachreiter, bau- und ortsgeschichtlich von Bedeutung. - Kirche: Putzbau mit Putzgliederungen, Saalbau mit symmetrisch seitlichem Patronatslogenanbauten, Flachbogenfenster mit Sprossenteilung aus dem 19. Jahrhundert, Fledermausgauben, achteckiger Dachreiter mit geschweifter Haube, Fenster zum Teil Porphyrrahmungen, Portal porphyrgerahmt - Einfriedungsmauer: verputzte Bruchsteinmauer ringförmig um Friedhof führend mit schmiedeeisernem Tor Neugotische Leichenhalle auf dem Kirchhof vor 2012 abgebrochen. | 09259590 |
| Direkt Bild zu diesem Denkmal hochladen | Denkmal für die Gefallenen des Ersten Weltkrieges                                                | Am Denkmal (Karte)          | Nach 1918 | Gedenkstein aus Porphyrtuff mit Eichenkranz, ortsgeschichtlich von Bedeutung, Stahlhelm mit Lorbeer und Eichenkranz | 09259593 |
| Direkt Bild zu diesem Denkmal hochladen | Wohnstallhaus, Seitengebäude und Scheune eines Dreiseithofes                                     | An der Schäferei 13 (Karte) | 1. Hälfte 19. Jahrhundert | Giebelständiges Wohnstallhaus mit verputztem Fachwerkobergeschoss und Krüppelwalmdach, Stallgebäude mit verputztem Fachwerk, Fachwerkscheune, gut erhaltene Hofanlage, Bestandteil der Hauptstraße des Ortes, bau- und ortsgeschichtlich von Bedeutung. - Wohnstallhaus: zwei Geschosse, Putzbau, Fachwerk im Obergeschoss verputzt, Fenstergrößen im Obergeschoss teilw. original, Krüppelwalmdach, Dachstuhl alt, weitauskragende Traufe, Fensterbänke und Türrahmen ersetzt, Fenster neu - Stall: zwei Geschosse, Putzbau, Fachwerk verputzt, Erdgeschoss Bruchstein und Lehm, Speichertüren im Obergeschoss - Scheune: Fachwerk mit großem Holztor und Türen, Krüppelwalmdach, Dachstuhl und Deckung neu - Hofpflasterung - dreiteilige Toranlage mit drei Pfeilern | 09259709 |
| Direkt Bild zu diesem Denkmal hochladen | Wohnstallhaus, Seitengebäude, Scheune und Toranlage (Toreinfahrt und Pforte) eines Dreiseithofes | An der Schäferei 21 (Karte) | Um 1820 (Wohnstallhaus); um 1890 (Scheune)                                                                                           | Seitengebäude mit verputztem Fachwerkobergeschoss, Scheune Putzbau mit Ziegelgliederung, geschlossen erhaltenes Gehöft in weitgehend ursprünglichem Zustand, bau- und ortsgeschichtlich von Bedeutung. - Wohnstallhaus: zwei Geschosse, Putzbau, Obergeschoss Fachwerk verputzt, Krüppelwalmdach, Dachstuhl alt, Fenstergrößen überwiegend original, außer in Giebelwand, Fenster neu - Stall: zwei Geschosse, Putzbau, Fachwerk-Obergeschoss verputzt, Krüppelwalmdach, Dachstuhl alt, Deckung neu, Fenster und Türen alt, zum Teil original - Scheune: Putzbau mit Klinkergliederungen, Dachdeckung neu, zwei große Rolltore - Toranlage: mit vier Pfeilern und kleinem Torbogen mit Kampferprofilen und Keilstein, Porphyrdeckplatten auf Pfeilern | 09259731 |
| Direkt Bild zu diesem Denkmal hochladen | Wohnstallhaus, Seitengebäude und Scheune eines Dreiseithofes                                     | An der Schäferei 23 (Karte) | Um 1820 (Wohnstallhaus); um 1890 (Scheune)                                                                                           | Wohnstallhaus mit verputztem Fachwerkobergeschoss und Krüppelwalmdach, kleines Stallgebäude mit Fachwerkobergeschoss, massive Scheune, weitgehend erhaltene Hofanlage von ortsbildprägendem Charakter, bau- und ortsgeschichtlich von Bedeutung. - Wohnstallhaus: zwei Geschosse, Putzbau, Obergeschoss eine Seite Sichtfachwerk, verputzt, Krüppelwalmdach, Fenstergrößen original, Fenster alt, Haustür mit Oberlicht alt, weitauskragende Traufe, Erdgeschoss Fenster und Türen Sandsteinrahmen - seitlicher Anbau: zweite Hälfte 19. Jahrhundert - Stall: Krüppelwalmdach, ehemaliger Pferdestall, Fachwerk-Obergeschoss, Fledermausgaube, Garagentore neu - Scheune: Backsteinbau, Reste von Putzgliederung, Dachdeckung und Dachstuhl original, bezeichnet mit 1890, gestufte Klinkertraufe, großes Flachbogentor - Hofpflasterung - Toranlage mit drei Pfeilern, Porphyrdeckplatten und Radabweiser aus Porphyr                               | 09259737 |
| Direkt Bild zu diesem Denkmal hochladen | Wohnstallhaus, Seitengebäude und Toranlage (Toreinfahrt mit Pforte) eines Dreiseithofes          | An der Schäferei 24 (Karte) | Bezeichnet mit 1820 (Wohnstallhaus); um 1820 (Seitengebäude); 1895 (Toreinfahrt)                                                     | Wohnstallhaus giebelständiges Gebäude mit verputztem Fachwerkobergeschoss, Seitengebäude ebenfalls verputztes Fachwerkobergeschoss, stattliche Toranlage mit drei Pfeilern, geschlossen erhaltenes Gehöft von ortsbildprägendem Charakter, bau- und ortsgeschichtlich von Bedeutung. - Wohnstallhaus: zwei Geschosse, Fachwerk-Obergeschoss, Krüppelwalmdach, Bruchsteinmauerwerk im Erdgeschoss, Dachstuhl alt, Holztraufe, Fenstergrößen im Obergeschoss weitgehend original, Fenster neu - Stallgebäude: Putzbau zwei Geschosse, Fachwerk-Obergeschoss, Bruchsteinmauerwerk im Erdgeschoss, Fenstergrößen im Obergeschoss original, Speichertüren, Krüppelwalmdach, Dachstuhl alt, Dachdeckung neu, Wetterfahne - Hofpflasterung - Toranlage: besonders prächtig mit drei Pfeilern und kleinem Torbogen mit Keilstein mit Symbol, bezeichnet mit 1895 (?), Aufsätze, Keilstein, Radabweiser aus Porphyr, Einfriedung des Vorgartens mit Eisenzaun | 09259919 |
| Direkt Bild zu diesem Denkmal hochladen | Seitengebäude und Toranlage (Toreinfahrt und Pforte) eines Bauernhofes                           | Mühlenbergstraße 1 (Karte)  | Um 1820 (Seitengebäude); bezeichnet mit 1817 (Toranlage)                                                                             | Seitengebäude mit Fachwerkobergeschoss, stattlicher Baukörper einer für das Ortsbild bedeutenden Hofanlage, bau- und ortsgeschichtlich von Bedeutung. - Seitengebäude: vermutlich Bruchstein- und Lehmmauerwerk im Erdgeschoss, Obergeschoss mit Sichtfachwerk, Krüppelwalmdach, Fenstergrößen original und Fenster alt, Erdgeschoss (Stall) verändert - Toranlage: mit drei Pfeilern und kleiner Torbogen mit Keilstein, Porphyrgesimse, Radabweiser - Wohnstallhaus (baulich verändert und 2015 aus der Denkmalliste gestrichen): Putzbau, Fachwerk im Obergeschoss verputzt, Dachstuhl und Deckung alt, Krüppelwalmdach, Fenstereinbauten und Größen teilweise entstellend, rückwärtiger Anbau neu (zweite Hälfte 19. Jahrhundert) | 09259591 |
| Direkt Bild zu diesem Denkmal hochladen | Wohnstallhaus eines Bauernhofes                                                                  | Mühlenbergstraße 6 (Karte)  | 1. Hälfte 19. Jahrhundert | Fachwerkobergeschoss zum Teil verputzt, gut erhaltenes Fachwerkgebäude von ortsbildprägendem Charakter. Zwei Geschosse, Fachwerk-Obergeschoss, Erdgeschoss verputzt, Sichtfachwerk in Giebelwand, Obergeschoss Fenstergrößen original, Fenster alt, Dachstuhl und Deckung alt, Krüppelwalmdach, Erdgeschoss Fenster teilweise alt, teilweise Holzrahmen. | 09259595 |

## Hainichen
| Bild                                    | Bezeichnung | Lage                             | Datierung | Beschreibung | ID       |
| --------------------------------------- | --- | -------------------------------- | --- | --- | -------- |
| Direkt Bild zu diesem Denkmal hochladen | Rittergut Hainichen (Sachgesamtheit)                                                                                    | Gutshof 1, 2, 3, 5, 7, 9 (Karte) | 18./19. Jahrhundert | Sachgesamtheit Rittergut Hainichen, mit den Einzeldenkmalen: Herrenhaus (Nr. 1), zwei Wohn- und Wirtschaftsgebäude und Scheune (Nr. 2–9) – siehe 09259917 – und Gutspark (Gartendenkmal) sowie ehemaliger Nutzgarten als Sachgesamtheitsteil; großzügige, geschlossen erhaltene Gutsanlage, Herrenhaus ein malerischer Putzbau über hohem Bruchsteinsockel mit Auffahrt, reich gegliederter Baukörper im Reformstil der Zeit um 1910, ein Wirtschaftsgebäude Putzbau mit Klinkergliederungen, anderes Gebäude ein verputzter Bruchsteinbau, originales Krüppelwalmdach mit Dachhechten, große Bruchsteinscheune, Gutspark mit Einfriedung südlich des Herrenhauses, Graben der ehemaligen Wasserburg, Teich, Wassergraben und Altgehölzbestand, von baugeschichtlicher und ortsgeschichtlicher Bedeutung. - Gutspark (Gartendenkmal): nordwestlich des Herrenhauses, ursprünglich durch eine Mauer vom östlich angrenzenden Nutzgarten getrennt (vgl. Messtischblätter, Blatt 43, von 1908, 1932 und 1943), - Einfriedung: südlich des Herrenhauses Holzlattenzaun mit Natursteinpfeilern und -sockel, ein Pfeiler des ehemaligen Hoftores aus Naturstein mit Abbdeckungplatte und Kugel, - Wasserelemente: Burggraben der ehemaligen Wasserburg (heute nur noch Insel) im Nordwesten des Gutsparks, rechteckiger Teich mit apsidenartiger Ausbuchtung nördlich des Herrenhauses, der Bereich des Gutsparks wird durch einen Wassergraben vom ehemaligen Nutzgarten abgetrennt (daneben verlief ursprünglich eine Mauer) - Vegetation: der ehemalige Gutspark beherbergt nur noch wenig alten Gehölzbestand, u. a. eine Blut-Buche (Fagus sylvatica f. purpurea) in der Nähe des Herrenhauses, eine Rot-Buche (Fagus sylvatica) sowie vereinzelte Stiel-Eichen (Quercus robur) am Wassergraben, zwei Hainbuchen (Carpinus betulus) südlich des Teiches, eine Trauer-Weide (Salix babylonica?) am Rand des Teiches sowie eine Stiel-Eiche (Quercus robur) und eine Linde (Tilia spec.) im Südwesten des Parks, der Wassergraben ist im Norden, Osten und Westen von Reihen aus Spitz-Ahorn (Acer platanoides) umgeben, im Norden befindet sich ebenfalls eine Baumreihe aus Weiden (Salix spec.), beim restlichen Baumbestand scheint es sich um Sukzession zu handeln (überwiegend Robinien, Weiden, Eschen und Spitz-Ahorn), Buschwindröschen (Anemone nemorosa) - ehemaliger Nutzgarten (Sachgesamtheitsteil): nördlich des Wirtschaftshofes - Vegetation: alter Obstbaumbestand (Kirschbäume), auch hier Sukzession (überwiegend Weiden, Eschen und Spitz-Ahorn) | 09303519 |
|                                         | Herrenhaus (Nr. 1), zwei Wohn- und Wirtschaftsgebäude und Scheune (Nr. 2–9), Einzeldenkmale der Sachgesamtheit 09303519 | Gutshof 1, 2, 3, 5, 7, 9 (Karte) | 18. Jahrhundert (Wohn- und Wirtschaftsgebäude); um 1800 (Gutsscheune); um 1890 (Stallgebäude); bezeichnet mit 1909 (Herrenhaus) | Einzeldenkmale der Sachgesamtheit Rittergut Hainichen; großzügige, geschlossen erhaltene Gutsanlage, Herrenhaus ein malerischer Putzbau über hohem Bruchsteinsockel mit Auffahrt, reich gegliederter Baukörper im Reformstil der Zeit um 1910, ein Wirtschaftsgebäude Putzbau mit Klinkergliederungen, anderes Gebäude ein verputzter Bruchsteinbau, originales Krüppelwalmdach mit Dachhechten, große Bruchsteinscheune, von bau- und ortsgeschichtlicher Bedeutung. - Villa: mit Mansardkrüppelwalmdach, ein Geschoss und drei Geschosse Dachaufbauten, Putzbau mit Bruchsteinsockelgeschoss, mit Auffahrt zum ersten Obergeschoss beidseitig aus Bruchsteinmauerwerk, Eingang mit quadratischen Anbau aus vier Bruchsteinpfeilern überdacht mit Rundbogenfenstern und Dach neu, saniert, zum Hof Risalit mit drei Geschossen Krüppelwalmgiebel, ein Torpfeiler (Bruchstein mit Kugelaufsatz) - Stallgebäude: langgestreckter Bau mit Krüppelwalmdach und langgestreckten Dachhechten und Fledermausgauben, seitlicher Anbau mit Walmdach und Fledermausgauben, Treppenaufgang mit Fachwerk, Bruchstein- und Backsteinmauerwerk verputzt, Fenster und Türen zum Teil mit Porphyrrahmung, Fenster teilweise alt, teilweise entstellend verändert - 2. Stallgebäude: zum Wohnhaus, Putzbau mit Klinkergliederungen und Bruchsteinsockel und Klinkertraufe gestuft, Dächer zum Teil verändert - Scheune: Bruchsteinmauerwerk mit Krüppelwalmdach, großes Holztor mit Flachbogen und Porphyrkeilstein, durch Ladeneinbau teilweise verändert, Dachdeckung und Dachstuhl alt, zwei große Schleppluken, Porphyrlüftungsschlitze - Wohnhaus des Stallgebäudes: Putzbau mit gestufter Klinkertraufe, Dach etwas höher als Stall, Fenstergrößen verändert, eventuell kein Denkmal - Schuppenanbauten, Stallgebäude: mit großem Dachreiteraufbau mit Knauf verschiefert Park mit altem Gehölzbestand, Teich, einigen Sandsteinstufen einer ehemaligen Treppe in Teichnähe. Eingangsoval vermutlich aus den 1930er Jahren sollte ebenfalls mit erhalten werden. Das Herrenhaus wurde saniert, der Rest ist gefährdet. | 09259917 |
| Weitere Bilder                          | Kirche mit Ausstattung und Kirchhof mit Grabmal Familie Steiger                                                         | Hauptstraße (Karte)              | Im Kern 13. Jahrhundert, später überformt (Kirche); um 1880 (Grabmal)                                                           | Mittelalterliche Saalkirche mit Ostturm (Chorturmkirche), Putzbau mit Eckquaderungen, bau- und ortsgeschichtlich von Bedeutung. - Kirche: Saalbau mit Chorturm (quadratisch), Putzfassade mit Eckquaderung - Grabstätte Familie Steiger: mit Eisenzaun von 1880 - am westlichen Kirchhofstor Linde (Tilia spec.) - Riesenmammutbaum (Sequoiadendron giganteum) westlich der Kirche | 09259909 |
| Direkt Bild zu diesem Denkmal hochladen | Kriegerdenkmal für die Gefallenen des Ersten Weltkrieges                                                                | Hauptstraße (Karte)              | Nach 1918 | Ortsgeschichtlich von Bedeutung, Granitmonument. Material: Granit, Gedenkstein aus Pyramidenstumpf mit Deckplatte und Eisernem Kreuz. | 09259927 |
| Direkt Bild zu diesem Denkmal hochladen | Wohnstallhaus eines ehemaligen Dreiseithofes                                                                            | Hauptstraße 7 (Karte)            | Um 1800 | Giebelständiges Gebäude mit verkleidetem Fachwerkobergeschoss, weitgehend unverändertes Bauernhaus von besonderer Bedeutung für das Ortsbild, baugeschichtlich von Interesse. Zwei Geschosse, Erdgeschoss verputzt, Backstein- und Bruchsteinmauerwerk, Obergeschoss Fachwerk verputzt, Giebel verbrettert, Fenster mit Porphyrrahmungen und Stalltür mit Porphyrrahmung im Erdgeschoss, Obergeschoss Fenster alt, Holztraufe mit Taubenlöchern, Dachdeckung alt und Dachstuhl alt. Stallanbau kein Denkmal. | 09259913 |
| Direkt Bild zu diesem Denkmal hochladen | Wohnstallhaus, Seitengebäude und Pforte als Hofzugang eines Bauernhofes                                                 | Hauptstraße 9, 9a (Karte)        | Vor 1800 (Wohnstallhaus); um 1800 (Seitengebäude); 1. Hälfte 19. Jahrhundert (Pforte)                                           | Giebelständiges Bauernhaus mit verputztem Fachwerkobergeschoss, Seitengebäude Obergeschoss Fachwerk, Teil der ursprünglichen Ortsbebauung in Nachbarschaft zur Kirche, von ortsbildprägendem Charakter, baugeschichtlich von Bedeutung. - Wohnstallhaus: Putzbau mit Stampflehmmauerwerk im Erdgeschoss und Fachwerk-Obergeschoss mit Lehmflechtausfachung, verputzt, Krüppelwalmdach mit Holztraufe, Dachstuhl alt, Deckung neu, Fenstergrößen in Giebelwand verändert, sonst im Obergeschoss original, Fenster alle neu - Seitengebäude: rückwärtig Sichtfachwerk mit Lehmausfachung, sonst Putzbau, im Erdgeschoss Stampflehmmauerwerk, Dachdeckung neu - Tor: mit zwei Pfeilern aus Porphyrtuff mit Flachbogen und Keilstein mit bezeichnet mit 18.. und Plattenbekrönungen | 09259911 |
| Direkt Bild zu diesem Denkmal hochladen | Wohnstallhaus eines Dreiseithofes                                                                                       | Hauptstraße 10 (Karte)           | Um 1800 | Verputztes Fachwerkobergeschoss über massivem Erdgeschoss, weitgehend erhaltener Bestandteil der ursprünglichen Ortsbebauung, baugeschichtlich von Bedeutung. Putzbau mit Fachwerk im Obergeschoss, verputzt, Erdgeschoss vermutlich Lehmmauerwerk, Fenstergrößen im Obergeschoss original, Haustür alt, Stalltür mit Sandsteinrahmung, Holztraufe mit Taubenlöchern, Krüppelwalmdach, Dachstuhl und Dachdeckung alt, Vorgarten mit Eisenzaun. | 09259908 |
| Direkt Bild zu diesem Denkmal hochladen | Wohnstallhaus, Seitengebäude und Scheune eines Dreiseithofes                                                            | Hauptstraße 33 (Karte)           | 2. Hälfte 19. Jahrhundert (Wohnstallhaus und Seitengebäude); um 1900 (Scheune)                                                  | Wohnstallhaus giebelständiger Putzbau mit Kunststeingliederungen, einziger weitgehend vollständig erhaltener Dreiseithof des Ortes, ortsbildprägend und baugeschichtlich von Bedeutung. - Wohnstallhaus: zwei Geschosse, Putzbau mit Kunststeingliederungen, Fensterrahmungen und Kunststeinrahmungen und profilierte Kunststeintraufe, Fenstergrößen weitgehend original, Fenster im Obergeschoss Sohlbänke aus Kunststein, Fenster Flachbogen ebenfalls Türen, Dachstuhl und Dachdeckung alt, Krüppelwalmdach (sehr mächtig), Stallteil mit preußischen Kappen, auf First Blechknauf - Stall: Putzbau mit Porphyrgliederungen, Erdgeschoss Fenster und Türen Porphyrrahmen, im Obergeschoss nur Porphyrfenstersohlbänke, Fenster alt, Dachstuhl und Dachdeckung alt (Biber), zwei Holztore und zwei Holztüren, Speichertür im Obergeschoss, gestufte Putztraufe - Scheune: Putzbau (Backsteinmauerwerk), Krüppelwalmdach, Dachstuhl und Dachdeckung alt, Blechknauf auf First, Lüftungsschlitze, zwei große Holztore, eine Seite verbrettert, zu Wohnstallhaus: im Giebel Thermenfenster - Toranlage mit drei gemauerten Pfeilern, Holztore und Türen mit Holzangeln - Handschwengelpumpe im Vorgarten um 1920 - Vorgarten mit Einfriedung, kleine Porphyrpfeiler mit Zaun | 09259926 |
| Direkt Bild zu diesem Denkmal hochladen | Villa mit Einfriedungsmauer und Pforte                                                                                  | Hauptstraße 63 (Karte)           | 1908–1909 | Als Jagdhaus errichteter Putzbau, Dachgeschoss teils verschiefert und verbrettert, stattlicher Baukörper mit reich gegliederter Dachlandschaft, im Reform- und Heimatstil der Zeit um 1910, am ehemaligen Steinbruch gelegen, bau- und ortsgeschichtlich von Bedeutung. Zwei Geschosse, Putzbau mit Bruchsteinsockel, Erdgeschoss verputzt (Backstein), Obergeschoss verbrettert, Fenstergrößen original, Fenster überwiegend original, Fensterläden original, Haustür original, Treppenhaus original, Veranda mit geschweiftem Zierfachwerk mit kleiner Überdachung, Dachstuhl und Dachdeckung alt, mit Schiefer zum Teil bis Obergeschoss herunterführend, zwei Schieferrosetten im Giebel, Haupthaus mit vierförmigen Grundriss (drei Flügel), Krüppelwalmdach und zwei querliegende Giebelanbauten mit Krüppelwalmdach und Zwischenbau, seitlicher Dachhecht. | 09259924 |
| Direkt Bild zu diesem Denkmal hochladen | Wohnhaus | Oelzschauer Straße 36 (Karte)    | Um 1800 | Ländliches Wohnhaus mit verputztem Fachwerkobergeschoss und Krüppelwalmdach, Teil der ursprünglichen Ortsbebauung am Ortsausgang, mit charakteristischen Fachwerk-Anbau zum Hof, baugeschichtlich von Bedeutung. Zwei Geschosse, Putzbau mit Bruchsteinsockel und Stampflehmmauerwerk im Erdgeschoss, Fachwerk im Obergeschoss verputzt, Giebelwand aufgemauert, Dachstuhl und Dachdeckung alt, Krüppelwalmdach, rückwärtig mit Anbau (Treppenaufgang) mit Walmdach, Fenstergrößen teilweise verändert, Fledermausgauben. | 09259918 |

## Thierbach
| Bild                                    | Bezeichnung                                                                                          | Lage                          | Datierung                                                                         | Beschreibung | ID       |
| --------------------------------------- | --- | ----------------------------- | --------------------------------------------------------------------------------- | --- | -------- |
| Weitere Bilder                          | Halde Trages                                                                                         | (westlich von Trages) (Karte) | 1938–1939 (Anlage der Halde)                                                      | Nach der Sprengung des Kraftwerkes Thierbach eines der letzten Zeugnisse des Braunkohlentagebaubetriebes Espenhain, aufgrund ihrer Größe mit landschaftsprägender Wirkung, zwischen 1938/1939 und 1990 als Halde sowohl für Abraum als auch nachfolgend für Asche der Ascheverspülung des Kraftwerkes Thierbach genutzt, bergbaugeschichtlich von Bedeutung, Seltenheitswert. Abraum- und Aschehalde, Form eines gleichseitigen Dreiecks mit einer Seitenlänge von durchschnittlich 2,2 Kilometern und einer Grundfläche von zirka 200 Hektar, dreieckiges Plateaus mit einer Seitenlänge von 1,1 Kilometer Länge. Die maximale Höhe des Plateaus über der Haldenumgebung beträgt 66 Meter bzw. 231 Meter über NN, Volumen des Haldenkörpers 85 Millionen Kubikmeter. Anlage eines touristisch genutzten Rundweges mit Schautafeln und Objekten des Braunkohlenbergbaus (kein Denkmal), Aussichtsturm (2002 eröffnet, kein Denkmal). Die Halde erstreckt sich über die zwei Gemeinden Kitzscher (Gemarkungen Trages und Thierbach) und Espenhain (Gemarkung Mölbis).                                | 09306324 |
| Weitere Bilder                          | Kirche mit Ausstattung                                                                               | Dorfstraße (Karte)            | 1843 (Kirche); 1844 (Orgel); 1871 (Altarbild); um 1890 (Kanzel); 1902 (Kirchturm) | Klassizistisch wirkende Saalkirche, im Rundbogenstil des 19. Jahrhunderts, nach 1900 errichteter Westturm an diesen Stil angepasst, baugeschichtlich, ortsgeschichtlich und ortsbildprägend von Bedeutung. Saalbau mit Westturm (um 1900), Putzfassade mit Putzgliederungen, große Rundbogenfenster, Rundbogentüren mit abgeschrägten Leibungen, mächtige Trauf- und Giebelgesimse aus Holz (Konsolfries), innen 19. Jahrhundert. | 09259693 |
| Direkt Bild zu diesem Denkmal hochladen | Wohnhaus, Wohnstallhaus und Seitengebäude eines ehemaligen Vierseithofes                             | Dorfstraße 13, 14 (Karte)     | Um 1800                                                                           | Alle Gebäude mit Fachwerkobergeschoss, weitgehend erhaltenes Gehöft in unmittelbarer Nähe der Kirche, baugeschichtlich von Bedeutung. - Wohnhaus: zwei Geschosse, Stampflehm- und Backsteinmauerwerk verputzt, Obergeschoss Fachwerk mit Lehmgefachen (teilweise), rückwärtig Erweiterung (nahezu zeitgleich) über gesamter Traufseite, Dachstuhl alt, hofseitig weitauskragende Holztraufe, heute Nutzung als Werkstatt (Umbau) Fenstergrößen original im Obergeschoss, Fenster teilweise alt - Wohnstallhaus: zwei Geschosse, ehemaliger Stall (Erdgeschoss und Werkstatt) mit Kreuzgratgewölben und Gürten über Säulen und Decke mit Schweifbogen über Pfeilern, Obergeschoss Sichtfachwerk (teilweise mit aufgenagelten Brettern), Krüppelwalmdach, Dachstuhl alt, Hofseitig auskragende Holztraufe - Nebengebäude: zwischen den ehemaligen Toranlagen, traufständig, Sichtfachwerk im Obergeschoss, Erdgeschoss verputzt | 09259694 |
| Weitere Bilder                          | Schloss Thierbach (Sachgesamtheit)                                                                   | Landstraße 10 (Karte)         | 1888                                                                              | Sachgesamtheit Schloss Thierbach, mit den Einzeldenkmalen: Schlossruine sowie Einfriedung und Toreinfahrt zum Park (09259703) sowie dem Schlosspark (mit Teich und altem Gehölzbestand, Gartendenkmal) und dem Sachgesamtheitsteil: Nebengebäude; Schloss repräsentativer neogotischer Putzbau mit Natur- und Kunststeingliederungen, stattlicher, reich gestalteter Baukörper im Stil der englischen Tudorgotik, baugeschichtlich, ortsgeschichtlich und ortsbildprägend von Bedeutung | 09303529 |
| Weitere Bilder                          | Schlossruine sowie Einfriedung und Toreinfahrt zum Park (Einzeldenkmale der Sachgesamtheit 09303529) | Landstraße 10 (Karte)         | 1888 (Schloss); 19. Jahrhundert (Gutspark)                                        | Einzeldenkmale der Sachgesamtheit Schloss Thierbach; repräsentativer neogotischer Putzbau mit Natur- und Kunststeingliederungen, stattlicher, reich gestalteter Baukörper im Stil der englischen Tudorgotik, baugeschichtlich, ortsgeschichtlich und ortsbildprägend von Bedeutung. - Schlossruine: zwei Geschosse und fünf Geschosse, Putzbau mit Sandsteingliederungen und Backsteinmauerwerk im englischen Tudorstil, querrechteckiger Baukörper mit Hof und Parkseitigem Altanbau über gelöschtem Bruchsteinsockel, gesonderter Bau, hof- und parkseitiger Vorbau mit Porphyrsäulchen und neugotischen Blattkapitellen, Zinnenbekrönung, profilierte Traufgesimse, auskragende Stockgesimse, Fenster teilweise original (ohne Glas), hofseitig oktogonale Ecktürmchen (drei Geschosse) - Reste der ursprünglichen Einfriedung: mit Achteckpfeilern und schmiedeeisernen Gittern, Toreinfahrt Pfeiler mit Spitzbogenfries, kleine Bruchsteinmauer darüber Gitter und Pfeiler (Porphyr), seitlich Reste einer Porphyrbruchsteinmauer, Pfeiler ursprünglich mit Zinnen bekrönt, nur einer erhalten | 09259703 |

## Trages
| Bild                                    | Bezeichnung | Lage                             | Datierung | Beschreibung | ID       |
| --------------------------------------- | --- | -------------------------------- | --- | --- | -------- |
| Weitere Bilder                          | Halde Trages | (westlich von Thierbach) (Karte) | 1938–1939 (Anlage der Halde)                                                                                     | Nach der Sprengung des Kraftwerkes Thierbach eines der letzten Zeugnisse des Braunkohlentagebaubetriebes Espenhain, aufgrund ihrer Größe mit landschaftsprägender Wirkung, zwischen 1938/1939 und 1990 als Halde sowohl für Abraum als auch nachfolgend für Asche der Ascheverspülung des Kraftwerkes Thierbach genutzt, bergbaugeschichtlich von Bedeutung, Seltenheitswert. Abraum- und Aschehalde, Form eines gleichseitigen Dreiecks mit einer Seitenlänge von durchschnittlich 2,2 Kilometern und einer Grundfläche von zirka 200 Hektar, dreieckiges Plateaus mit einer Seitenlänge von 1,1 Kilometer Länge. Die maximale Höhe des Plateaus über der Haldenumgebung beträgt 66 Meter bzw. 231 Meter über NN, Volumen des Haldenkörpers 85 Millionen Kubikmeter. Anlage eines touristisch genutzten Rundweges mit Schautafeln und Objekten des Braunkohlenbergbaus (kein Denkmal), Aussichtsturm (2002 eröffnet, kein Denkmal). Die Halde erstreckt sich über die zwei Gemeinden Kitzscher (Gemarkungen Trages und Thierbach) und Espenhain (Gemarkung Mölbis).                                                                         | 09306324 |
|                                         | Wohnstallhaus | Alte Straße 2 (Karte)            | 1. Hälfte 19. Jahrhundert                                                                                        | Kleines ländliches Wohnhaus mit Fachwerkobergeschoss, Giebel verbrettert, am Ortsausgang in ortsbildprägender Lage, sozialgeschichtlich von Bedeutung. Zwei Geschosse, Putzbau, vermutlich Lehmmauerwerk und Bruchsteinmauerwerk, Obergeschoss Sichtfachwerk seitlich, Dachstuhl alt, Fenstergrößen im Obergeschoss original, Giebel verbrettert. | 09259632 |
| Direkt Bild zu diesem Denkmal hochladen | Wohnhaus, Seitengebäude und Toranlage eines Vierseithofes                                                                   | Alte Straße 11 (Karte)           | 1894 (Seitengebäude); 1895 (Bauernhaus)                                                                          | Wohnhaus roter Klinkerbau mit Kunststeingliederungen, Stallgebäude ein Ziegelbau, gut erhaltene, große Hofanlage der Gründerzeit, baugeschichtlich von Bedeutung. - Wohnhaus: zwei Geschosse, roter Klinkerbau mit Kunststeingliederungen und Bruchsteinsockel, Sockelgesims gelbe Klinker, gelbe Klinkerbänder im Obergeschoss, im Giebel zwei Rundbogenfenster und kleine Rundfenster alt, Traufe mit Giebel Putzgesims - Stall: zwei Geschosse, gelber Klinkerbau mit roten Klinkergliederungen, Bruchsteinsockel, Flachbogenfenster, Kappengewölbe über Eisensäulen, Stockgesims (Deutsches Band), kleiner Verbindungsbau zwischen Wohnhaus und Stallgebäude auch Klinkerbau wie Stall - Toranlage: mit drei Pfeilern (Backstein) mit Kunststeinaufsätzen | 09259627 |
| Direkt Bild zu diesem Denkmal hochladen | Wohnstallhaus (Nr. 14a) und Toranlage eines Dreiseithofes                                                                   | Alte Straße 14, 14a (Karte)      | 1. Hälfte 19. Jahrhundert                                                                                        | Giebelständiges Wohnstallhaus mit verputztem Fachwerkobergeschoss, drei Torpfeiler in Ziegelbauweise mit Bekrönung, gut erhaltene Teile eines Gehöfts der ursprünglichen dörflichen Bebauung, baugeschichtlich von Bedeutung. - Wohnstallhaus: zwei Geschosse, Erdgeschoss Bruchstein und Stampflehmmauerwerk, Obergeschoss Fachwerk, verputzt, Krüppelwalmdach, Holztraufe, Straßengiebel neu aufgemauert, Stall ehemals mit Gewölbe, Steinsäule noch vorhanden - drei Torpfeiler: Klinker mit Kunststeinaufsätzen | 09259622 |
| Direkt Bild zu diesem Denkmal hochladen | Wohnstallhaus und Seitengebäude eines Bauernhofes                                                                           | Alte Straße 17 (Karte)           | Um 1900 | Gründerzeitlicher Putzbau mit Putz- und Kunststeingliederungen, Stallgebäude ein Putzbau mit Klinkergliederungen, Bauernanwesen der Jahrhundertwende mit anspruchsvoller Fassadengestaltung. - Wohnstallhaus: zwei Geschosse, Putzbau mit Putzgliederungen und Kunststeingliederungen, Bruchsteinsockel, Krüppelwalmdach, Fenstergrößen zum Teil verändert, ein Torpfeiler mit zapfenförmiger Bekrönung - Stallgebäude: Klinkergliederungen, Flachbogenfenster, gestufte Traufe, Putzbau, zwei Geschosse | 09259623 |
| Weitere Bilder                          | Kirche mit Ausstattung, Kirchhof mit Toranlage, Einfriedung und Denkmal für die Gefallenen des Ersten Weltkrieges           | An der Kirche (Karte)            | Bezeichnet mit 1739 (Kirche); um 1750 (Kanzelaltar); 1824 (Orgel und Orgelprospekt); nach 1918 (Kriegerdenkmal)  | Barocke Saalkirche mit polygonalem Chor und Westturm, baugeschichtlich, ortsgeschichtlich und ortsbildprägend von Bedeutung. - Kirche: Saalbau mit Westturm, Putzbau mit Porphyrgliederungen, Porphyrsockel, Dach mit Fledermausgauben, Porphyrportal bezeichnet mit 1739 und 1887, restauriert 1978–1993, Turmwiederaufbau, Ausstattung: barocker Kanzelaltar um 1740, dreiseitige Empore und anderes - Toranlage: mit Bögen über Einfahrt und Portal, Kirchhofsmauer - Kriegerdenkmal: mit bekrönender Adlerskulptur aus Granit | 09259619 |
| Weitere Bilder                          | Ehemaliges Pfarrhaus | An der Kirche 1 (Karte)          | Bezeichnet mit 1733                                                                                              | Stattlicher Walmdachbau mit Fachwerkobergeschoss und Segmentbogenportal, in unmittelbarer Nachbarschaft zur Kirche, bau- und ortsgeschichtlich von Bedeutung. Zwei Geschosse, Putzbau mit Sichtfachwerk im Obergeschoss, Erdgeschoss mächtige Porphyrrahmungen der Fenster und Portal mit bezeichnet mit 1733 am Keilstein, Bruchstein-Backstein-Mauerwerk, Walmdach, Fenster im Erdgeschoss alt, im Obergeschoss teilweise erneuert, profilierte Holztraufe, seitlich im Obergeschoss verbrettert. Vorgarten im Verfall, großer Torbogen, Backstein verputzt, Torbogen stark gefährdet, Hofmauer mit Torbogen (bezeichnet mit 1769 oder 1869) und Pforte, vor 2012 abgebrochen. | 09259621 |
| Direkt Bild zu diesem Denkmal hochladen | Bauernhof mit Wohnhaus, daran angebautem Stallgebäude, Seitengebäude (über winkelförmigem Grundriss), Scheune und Toranlage | An der Kirche 2 (Karte)          | Um 1830 (Seitengebäude); bezeichnet mit 1834 (Stallgebäude); um 1880 (Bauernhaus); bezeichnet mit 1886 (Scheune) | Wohnhaus einfacher Putzbau mit Krüppelwalmdach, Seitengebäude entlang der Kirchhofsgrenze mit Fachwerkobergeschoss, Toreinfahrt mit drei Pfeilern, geschlossen erhaltene Hofanlage, ensemblebildend mit Kirche und Pfarrhaus, bau- und ortsgeschichtlich von Bedeutung. - Wohnhaus: zwei Geschosse, Putzfassade geglättet, Krüppelwalmdach, Zwerchhaus hofseitig, Fenstergrößen original überwiegend - Seitengebäude: zwei Geschosse, auf winkligem Grundriss, dem Verlauf der Friedhofsgrenze folgend, im Erdgeschoss Bruchsteinmauerwerk, Fenster und Türrahmen Porphyr (Türen Flachbogen mit Keilstein), Portal bezeichnet mit „N 18..“, im Obergeschoss Sichtfachwerk zum Teil mit stehender Backsteinausfachung, Dachstuhl und Holztraufe alt - Stall: 1½ Geschosse, Putzbau mit Klinkergliederungen, Bruchsteinsockel, Stockgesims mit Traufe und Backsteinzahnschnitt-Fries, Türen mit Porphyrrahmen - Scheune: Putzbau mit Klinkergliederungen (Lisenen, Konsolfries mit Zahnschnitt-Traufe), zwei große Flachbogentore mit Holzangeln - Toranlage: mit zwei großen und ein kleiner Klinkerpfeiler (erstere mit Kunststeinaufsätzen) | 09259620 |

## Ehemalige Denkmäler

### Ehemaliges Denkmal (Kitzscher)
| Bild                                    | Bezeichnung                                       | Lage                    | Datierung | Beschreibung | ID       |
| --------------------------------------- | ------------------------------------------------- | ----------------------- | --------- | --- | -------- |
| Direkt Bild zu diesem Denkmal hochladen | Wohnstallhaus und Seitengebäude eines Bauernhofes | Am Wasserwerk 1 (Karte) | Um 1800   | Wohnstallhaus mit Fachwerkobergeschoss, Fachwerkseitengebäude, Bestandteile eines kleinen Bauerngehöfts am Ortsrand, bau- und ortsentwicklungsgeschichtlich von Bedeutung. - Wohnstallhaus: zwei Geschosse, Erdgeschoss verputzt, Obergeschoss Sichtfachwerk, hofseitig verbrettert, Giebel verbrettert, Krüppelwalmdach, Fenster im Obergeschoss originale Größe, teilweise Fenster alt, Erdgeschoss Fenster neu,Fenster mit Porphyrrahmungen, teilweise vermauert und übermalt, Haustür Porphyrrahmen mit Keilstein, Dachstuhl alt, Deckung alt - Nebengebäude: Fachwerk-Bau sichtbar, mit Lehmausfachung Zwischen 2018 und 2020 abgerissen. | 09259859 |

### Ehemaliges Denkmal (Dittmannsdorf)
| Bild                                    | Bezeichnung                     | Lage                        | Datierung | Beschreibung | ID       |
| --------------------------------------- | ------------------------------- | --------------------------- | --------- | --- | -------- |
| Direkt Bild zu diesem Denkmal hochladen | Wohnstallhaus eines Bauernhofes | An der Schäferei 11 (Karte) | Um 1820   | Giebelständiges Gebäude mit Fachwerkobergeschoss, Bestandteil einer Hofanlage in ortsbildprägender Lage, baugeschichtlich von Bedeutung. Zwei Geschosse, Bruchstein und Stampflehm im Erdgeschoss, Sichtfachwerk im Obergeschoss mit Ziegelausfachung, Fenstergrößen im Obergeschoss original, Fenster alt, weitauskragende Traufe hofseitig, Krüppelwalmdach, Fledermausgauben, Garageneinbauten, seitlicher Anbau mit Schleppdach, Toranlage mit drei Torpfeilern, Tor schmiedeeisern mit Tür und Klinke, Pfeiler entstellend verputzt (Nummer 7 und Nummer 9 bilden ein Gehöft mit Nummer 11). Zwischen 2017 und 2024 aus der Denkmalliste gestrichen. | 09259707 |

### Ehemaliges Denkmal (Hainichen)
| Bild                                    | Bezeichnung                                              | Lage                   | Datierung                 | Beschreibung | ID       |
| --------------------------------------- | -------------------------------------------------------- | ---------------------- | ------------------------- | --- | -------- |
| Direkt Bild zu diesem Denkmal hochladen | Wohnstallhaus und Scheune eines ehemaligen Dreiseithofes | Hauptstraße 17 (Karte) | 1. Hälfte 19. Jahrhundert | Wohnstallhaus zum Teil Fachwerkobergeschoss über verputztem Bruchstein-Erdgeschoss, massive Scheune, weitgehend original erhaltene Teile einer großen Hofanlage, baugeschichtlich von Bedeutung. - Wohnstallhaus: zwei Geschosse, Putzbau mit Sichtfachwerk teilweise im Obergeschoss, Erdgeschoss Bruchsteinmauerwerk, (drei Blechgiebelknäufe), Fenstergrößen im Obergeschoss original, Giebel aufgemauert, Fenster alt, Fenstereinbauten im Erdgeschoss neu, Krüppelwalmdach, Dachdeckung und Dachstuhl alt, seitlicher Anbau mit zwei Walmdächern - Scheune: Putzbau, Bruchstein und Backsteinmauerwerk verputzt, zwei große Flachbogentore mit Keilstein, Lüftungsluken in schmaler Kreuzform, gestufte Klinkertraufe, großes Satteldach 2020 oder 2021 abgerissen. | 09259906 |

## Tabellenlegende
- Bild: Bild des Kulturdenkmals, ggf. zusätzlich mit einem Link zu weiteren Fotos des Kulturdenkmals im Medienarchiv Wikimedia Commons. Wenn man auf das Kamerasymbol klickt, können Fotos zu Kulturdenkmalen aus dieser Liste hochgeladen werden:
- Bezeichnung: Denkmalgeschützte Objekte und ggf. Bauwerksname des Kulturdenkmals
- Lage: Straßenname und Hausnummer oder Flurstücknummer des Kulturdenkmals. Die Grundsortierung der Liste erfolgt nach dieser Adresse. Der Link (Karte) führt zu verschiedenen Kartendiensten mit der Position des Kulturdenkmals. Fehlt dieser Link, wurden die Koordinaten noch nicht eingetragen. Sind diese bekannt, können sie über ein Tool mit einer Kartenansicht einfach nachgetragen werden. In dieser Kartenansicht sind Kulturdenkmale ohne Koordinaten mit einem roten bzw. orangen Marker dargestellt und können durch Verschieben auf die richtige Position in der Karte mit Koordinaten versehen werden. Kulturdenkmale ohne Bild sind an einem blauen bzw. roten Marker erkennbar.
- Datierung: Baubeginn, Fertigstellung, Datum der Erstnennung oder grobe zeitliche Einordnung entsprechend des Eintrags in der sächsischen Denkmaldatenbank
- Beschreibung: Kurzcharakteristik des Kulturdenkmals entsprechend des Eintrags in der sächsischen Denkmaldatenbank, ggf. ergänzt durch die dort nur selten veröffentlichten Erfassungstexte oder zusätzliche Informationen
- ID: Vom Landesamt für Denkmalpflege Sachsen vergebene, das Kulturdenkmal eindeutig identifizierende Objekt-Nummer. Der Link führt zum PDF-Denkmaldokument des Landesamtes für Denkmalpflege Sachsen. Bei ehemaligen Kulturdenkmalen können die Objektnummern unbekannt sein und deshalb fehlen bzw. die Links von aus der Datenbank entfernten Objektnummern ins Leere führen. Ein ggf. vorhandenes Icon  führt zu den Angaben des Kulturdenkmals bei Wikidata.